# 밀번 스톤
밀번 스톤(Milburn Stone, 1904년 7월 5일 ~ 1980년 6월 12일)는 미국의 배우이다.

## 출연 작품
- 웨스트 포인트 (1955년)
- 태양은 밝게 빛난다 (1953년)
- 화성에서 온 침입자 (1953년)
- 사우스 스트리트의 소매치기 (1953년)
- 아토믹 시티 (1952년)
- 날으는 해병대 (1951년)
- 파이어볼 (1950년)
- 콜벳 K-225 (1943년)
- 립 더 와일드 윈드 (1942년)
- 릴리언 러셀 (1940년)
- 닉 카터, 마스터 디텍티브 (1939년)
- 링컨 (1939년)
- 쓰리 스마트 걸스 (1936년)

### 텔레비전
- 딜론 보안관 (1955-75)